# Szentlélek Isten, szállj reánk
A Szentlélek Isten, szállj reánk pünkösdi egyházi népének. Ugyanezt a dallamot Szűz Mária tiszteletére Ó, dicsőséges Asszonyság  kezdetű szöveggel éneklik, nagypénteken pedig Királyi zászló jár elöl szöveggel.
Dallama a Cantus Catholici című, 1651-ben kiadott énekgyűjteményből való.
Feldolgozás:
| Szerző       | Mire      | Mű               | Cím                    | Előadás |
| ------------ | --------- | ---------------- | ---------------------- | ------- |
| Bárdos Lajos | vegyeskar | Musica Sacra I/1 | O gloriosa virginum    | [ 2 ]   |
| Bárdos Lajos | vegyeskar | Musica Sacra I/1 | Vexilla regis prodeunt |         |
| Bárdos Lajos | vegyeskar | Musica Sacra I/2 | Veni Creator           |         |
| Bárdos Lajos | vegyeskar | Musica Sacra I/4 | Idők vezére            |         |
| Bárdos Lajos | vegyeskar | Musica Sacra I/5 | O gloriosa virginum    |         |

## Szentlélek Isten, szállj reánk
A Szentlélek Isten, szállj reánk eredeti latin szövegét (Veni Creator Spiritus(en)) Hrabanus Maurus írta, Fujtényi Kászon fordította magyarra.
| Veni, Creator Spiritus, mentes tuorum visita, imple superna gratia, quae tu creasti, pectora.                    | Qui diceris Paraclitus, donum Dei altissimi, fons vivus, ignis, caritas, et spiritalis unctio.                    | Tu septiformis munere, dextrae Dei tu digitus tu rite promissum Patris, sermone ditans guttura.              | Accende lumen sensibus, infunde amorem cordibus, infirma nostri corporis virtute firmans perpeti.  |
| Hostem repellas longius pacemque dones protinus; ductore sic te praevio vitemus omne noxium.                     | Per te sciamus da Patrem noscamus atque Filium, te utriusque Spiritum credamus omni tempore.                      | Deo Patri sit gloria et Filio, qui a mortuis surrexit, ac Paraclito, in saeculorum saecula.                  | |
| Szentlélek Isten, szállj reánk, elmét derítő tiszta láng. Öntsd lelkeinkbe, melyeket megszenteltél, kegyelmedet. | Kit Isten, mint vigasztalót, nekünk ajándokul adott. Minden javak bő kútfeje, lelkünk világa s élete.             | Te, hét ajándok Istene, az Úr hatalmas jobbkeze, Te, kit nekünk ígért Atya, nyelvünk kenetdús szózata.       | Érzékeinkre fényt deríts, kebelt erényre fölhevíts. Testünk erőtlenségeit védjék magas kegyelmeid. |
| Kísértésekben el ne hagyj, szívünkbe békességet adj. Légy utainkban fővezér, ne érje népedet veszély.            | Ó, adjad ismernünk Atyát, és egyszülötte szent Fiát. S téged, ki tőlük származol, valljon, mi ég- s földön honol. | Legyen dicsőség, ó Atyánk, Neked, s kitől megváltanánk, Fiadnak, a Vigasztalót áldván veled, mint egy valót. | |

## Ó, dicsőséges Asszonyság
Az Ó, dicsőséges Asszonyság eredeti latin szövege (O gloriosa Domina) a Kájoni kancionáléban található, Náray György fordította magyarra.
| O gloriosa domina excelsa super sidera, qui te creavit provide, lactas sacrato ubere.                         | Quod Eva tristis abstulit, tu reddis almo germine; intrent ut astra flebiles, sternis benigna semitam. | Tu regis alti ianua et porta lucis fulgida; vitam datam per Virginem, gentes redemptae, plaudite.  | Patri sit Paraclito tuoque Nato gloria, qui veste te mirabili circumdederunt gratiae.              |
| Ó dicsőséges Asszonyság, napszépen fénylő tisztaság, kit illet mennyben boldogság, és égben, földön méltóság. | Életünk Éva elveszté, te szent Szülötted megszerzé, siralmainkat elvevé, és boldogságunk megnyeré.     | Égi királynak szent Anyja, világosságnak ajtaja, kiben az élet szép Napja magát miránk kiárasztja. | Dicsőség szentek Szentinek, ki alkotója mindennek, Atya, Fiú, Szentléleknek, Örökkön élő Istennek. |

## O gloriosa virginum
Az O gloriosa virginum Venantius Fortunatus verse a VI. századból. Sík Sándor fordításában:
| O gloriosa virginum, Sublimis inter sidera, Qui te creavit, parvulum Lactente nutris ubere.         | Quod Heva tristis abstulit, Tu reddis almo germine; Intrent ut astra flebiles, Cæli recludis cardines. | Tu, Regis alti ianua Et aula lucis fulgida: Vitam datam per Virginem Gentes redemptæ, plaudite.        | Iesu, tibi sit gloria, Qui natus es de Virgine, Cum Patre et almo Spiritu In sempiterna sæcula.      |
| Ó, Szüzek legdicsőbbike, Szép csillagok legszebbike, Ki Alkotód, a Kisdedet Kebled tejével élteted. | Mit a bús Éva elragadt, Megadja mind kegyes Fiad, Hogy leljünk árvák új utat: Kezed az égbe felmutat.  | Ó nagy Király nyílt ajtaja! Fénynek tündöklő udvara! E Szűz ad nektek életet: Ujjongjatok ti nemzetek! | Dicsőség teneked Urunk, Kinek a Szűz szülôanyád, Atya s kegyes Lélek, neked, Most és örök időkön át. |

## Királyi zászló jár elöl
Az Vexilla regis prodeunt Venantius Fortunatus verse a VI. századból. Sík Sándor fordításában:
| Királyi zászló jár elől, Keresztfa titka tündököl, Melyen az élet halni szállt, S megtörte holta a halált. | Kegyetlen lándzsa verte át Gonosz vasával oldalát. S mely szennyet, vétket eltörölt, Belőle víz és vér ömölt.      | Az ősi jóslat itt betelt, Mit a hű Dávid énekelt: „Az Úr, halljátok nemzetek! Kereszten trónol köztetek.”        | Rajtad tündöklik, drága fa, Királyi vérnek bíbora. Ó választott jeles faág, Ki szent testét karoltad át! |
| Világ bűnének zálogát, Ó boldog ág, te hordozád, Az ellenség gonosz fejét Megváltónk rajtad zúzta szét.    | Ó kereszt, áldunk, szent remény, A szenvedés ez ünnepén. Kérünk, kegyelmet adj nekünk, Add vétkünkért vezeklenünk. | Szentháromság, dicsérjenek, Üdvösség kútja, mindenek. Legyen győzelmünk, add meg ezt, A diadalmas szent kereszt. | |

## Felvételek
- Ó dicsőséges Asszonyság. YouTube (2014. február 5.)  (Hozzáférés: 2016. december 14.) (audió, fényképsorozat)
- SZVU 82 Királyi zászló jár elől. YouTube (2011. április 16.)  (Hozzáférés: 2017. március 7.) (audió)
- Szentlélek isten szállj le ránk. Youtube (2011. június 11.)  (Hozzáférés: 2016. december 14.) (videó) 2:26-ig.